# Platyxythrius bertrandi
Platyxythrius bertrandi is een keversoort uit de familie van de loopkevers (Carabidae). De wetenschappelijke naam van de soort werd voor het eerst geldig gepubliceerd in 1951 door Stefano Ludovico Straneo.